# Sagrament
|  | Per a altres significats, vegeu «Jurament de fidelitat». |

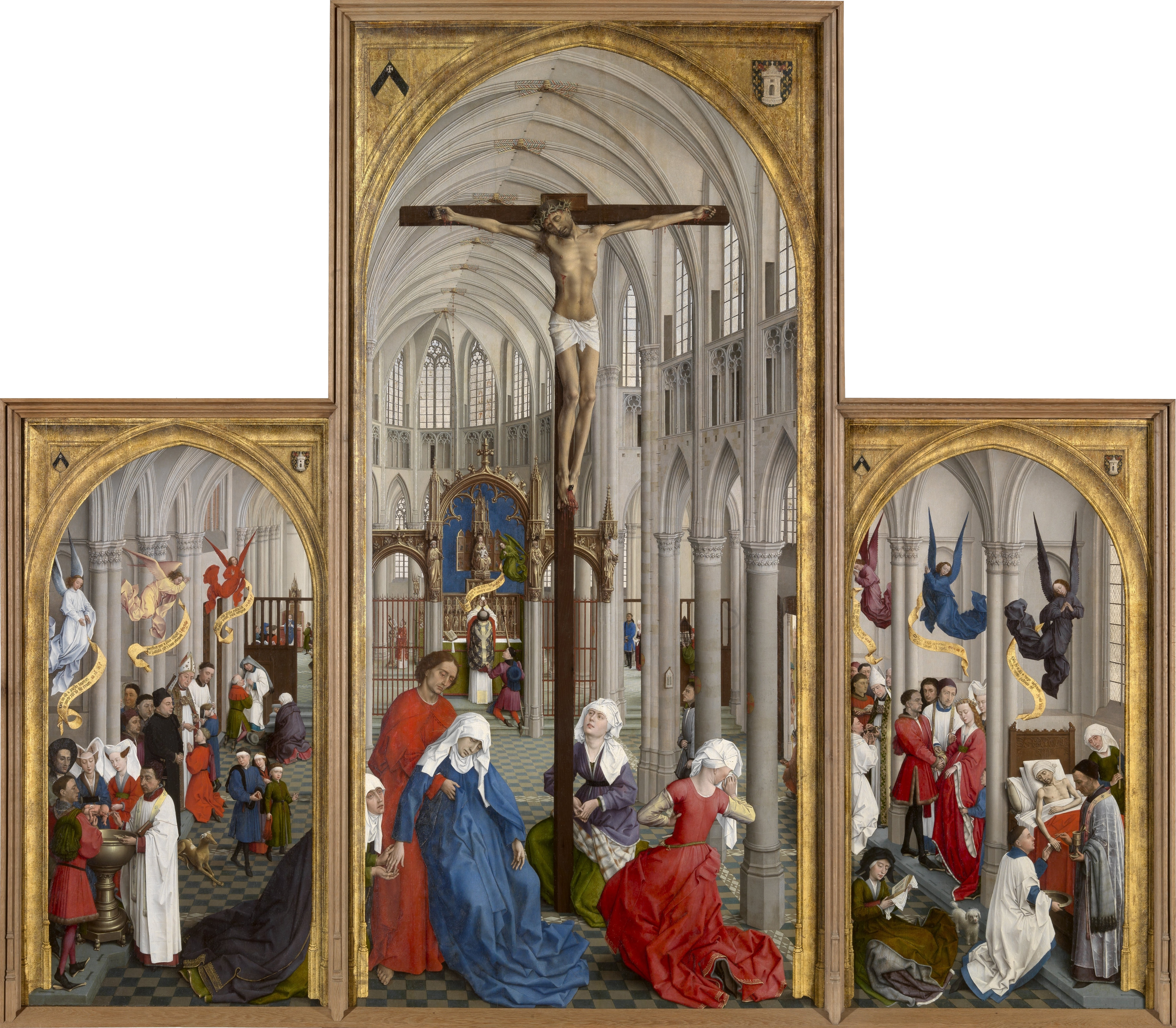
Tríptic dels Set Sagraments, de Roger van der Weyden. Museu Reial de Belles Arts d'Anvers.

Un sagrament, per al cristianisme, és un ritu cerimonial que, mitjançant un signe o un acte visibles, representa una realitat invisible de Déu i que permet al creient compartir aquesta realitat. La significació i el nombre de sagraments difereixen en diverses branques del cristianisme.

## Catolicisme
Per al catolicisme, des de l'edat mitjana, els Set Sagraments són els següents:
- Baptisme.
- Eucaristia.
- Confirmació.
- Matrimoni canònic.
- Ordenació sacerdotal.
- Penitència o reconciliació.
- Unció dels malalts o extremunció.

Hi ha sagraments que defineixen un estat i, per tant, només es poden rebre una vegada com el baptisme, el matrimoni i l'ordenadació sacerdotal, mentre que altres no tenen cap límit i, per tant, l'Església catòlica anima a participar-hi sovint.

## Protestantisme
La majoria dels protestants veuen el sagrament com un acte simbòlic que expressa la realitat immaterial de la relació entre l'home i Déu, despullat del significat màgic, de canvi d'estat que fa part de la concepció catòlica.
La primera obra de Martí Luter on apareix la seva doctrina sobre els sagraments és De la captivitat babilònica de l'Església, on estableix que només el baptisme i l'eucaristia són veritables sagraments, si bé accepta també la penitència en menor mesura tot i que aboleix la confessió amb un sacerdot com a mitjancer.

## Sagraments a les arts
- Het sacrament (El Sagrament), una pel·lícula inspirada per la novel·la Omtrent Deedee de l'escriptor belga Hugo Claus.[3]